# Jean Eduard Dannhäuser
Jean Eduard Dannhäuser (* 8. August 1868 in Berlin; † 26. September 1925 ebenda) war ein deutscher Bildhauer.

## Leben
Nach dem Studium an der Schule des Kunstgewerbemuseums und an der Kunstakademie (bei Fritz Schaper, Ernst Herter und Alexander Calandrelli) in Berlin war er freischaffend tätig. Sein Schaffen erstreckte sich sowohl auf die Monumentalplastik (Brunnen, Denkmalreliefs) als auch auf die Kleinplastik. Sein Spezialgebiet war die Pferdeplastik. Seine Arbeiten wurden auf verschiedenen Kunstausstellungen (u. a. in Berlin, Dresden und Leipzig) gezeigt. Einige seiner Figurenmodelle (Bergsteiger; Boxer; Hengst; Hund; Tänzerin) wurden 1926 von der Württembergischen Metallwarenfabrik angekauft und als Auflagenplastik angeboten.
Seine Grabstätte befindet sich auf dem Südwestkirchhof Stahnsdorf.

## Werke
- Weibliche Büste (1891)
- Jäger mit Flinte, Bronze (1894)

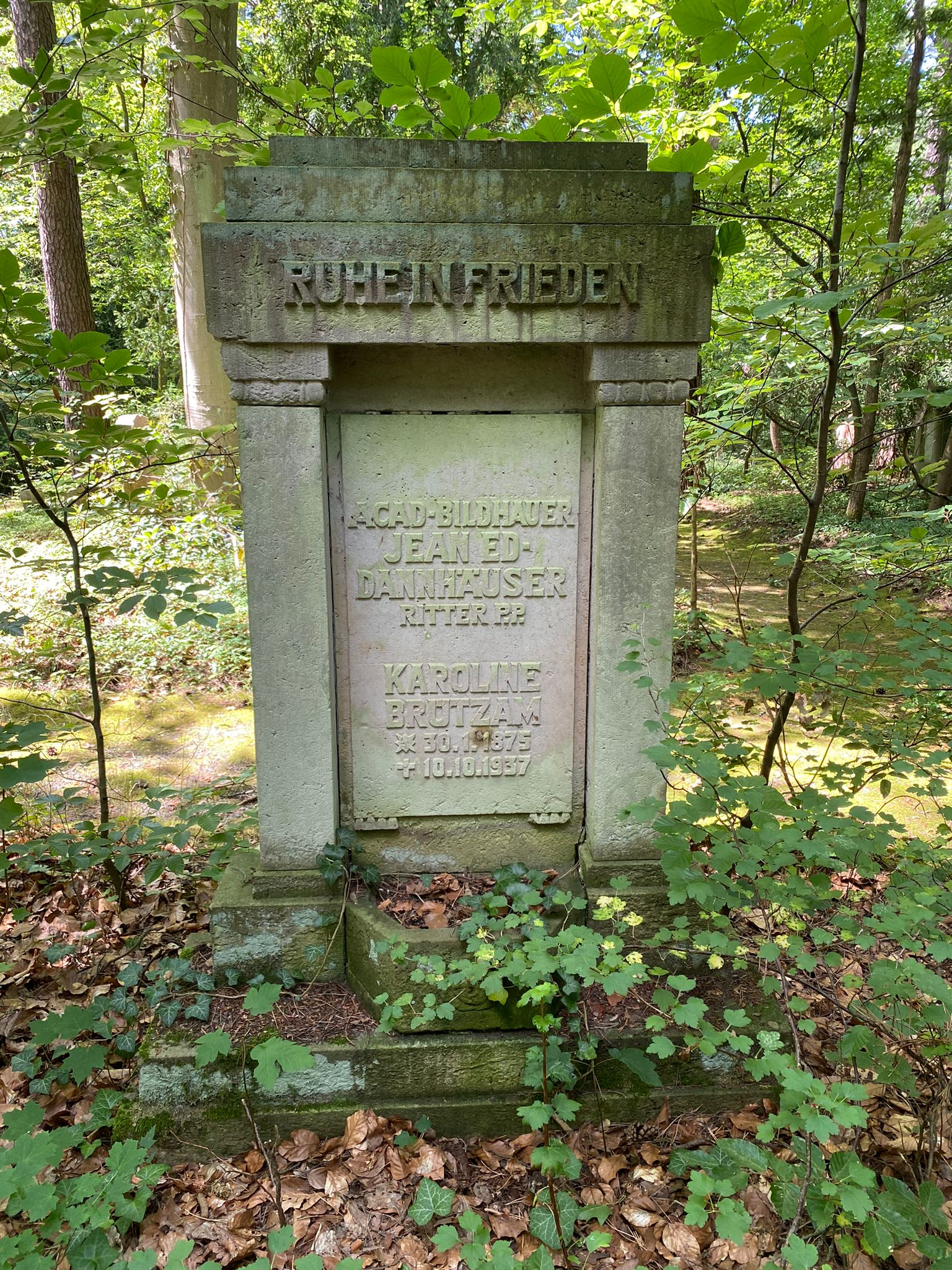
Grabstätte auf dem Südwestkirchhof Stahnsdorf

- Pferdeplastik "Herrenlos", Bronze (1904)
- Pferdeplastik "Todmüde", Bronze (1907)
- Polospieler (1908), fr. im Stadtschloss in Potsdam
- Tintenfass mit Frauenfigur, Bronze (1900)
- Leibpferd "Barfatzke", Bronze (1910)
- Dürstendes Pferd (1912)
- Trauernde Frauenfigur, Bronze (1931), am Familiengrab Heinrich Röttger auf dem Friedhof in Hamburg-Ohlsdorf
- Europa auf dem Stier. Bronze
- Schäferbrunnen, Marmor, fr. in Neustadt (Oberschlesien)
- Monumentalrelief (Carl Eduard-Warte), am Hohenwartskopf bei Elgersburg (Thür.)